# Anders Grevillius
Anders Yngve Grevillius, född 7 januari 1864 i Norrköping, död 2 juli 1925 i Arnstadt, var en svensk zoolog.

## Biografi
Anders Grevillius var son till kontraktsprosten Johan August Grevillius. Han avlade mogenhetsexamen i Norrköping 1882 och studerade därefter vid Uppsala universitet, där han blev filosofie kandidat 1882, filosofie licentiat 1885 och filosofie doktor 1891. Under några år var han därefter verksam vid Stockholms högskola, och 1896 for han till Tyskland, där han sedan kom att bli bosatt. Åren 1896–1898 var han assistent hos svampforskaren Oscar Brefeld i Münster och 1898 utsågs han till avdelningsföreståndare vid Landwirtschaftliche Versuchsstation i Kempen am Rhein. På grund av sjukdom avgick han 1921. Grevillius gjorde sig känd genom en rad betydelsefulla botaniska undersökningar. Flera av hans tidiga arbeten berör växtanatomin som doktorsavhandlingen och en avhandling över Ölands xerofila fanerogamer från 1896. En intressant studie över landväxters invandring på av sådana förut ej bevuxen mark var hans avhandling Om vegetationens utveckling på de genom sjöns sänkningar 1882 och 1886 nybildade Hjelmaröarne (1893). Grevillius arbeten över norrländska växtsamhällen (1894–1895) kom av Gunnar Andersson och Selim Birger att betecknas som "banbrytande för en ny syn på den nordsvenska vegetationen". Under sin Tysklandstid publicerade han bland annat monografier över växtfamiljer i Lebensgeschichte der Blütenpflanzen Mitteleuropas och utgav ett exsickatverk med text över gallbildningar. Genom referat i Botanisches Centralblatt 1896–1924 verkade han för att sprida kännedom om ny svensk botanisk forskning i Tyskland.